# Peltigera chionophila
Peltigera chionophila är en lavart som beskrevs av Goward & Goffinet. Peltigera chionophila ingår i släktet Peltigera och familjen Peltigeraceae.   Inga underarter finns listade i Catalogue of Life.